# アーサー・バーンズ
アーサー・フランク・バーンズ（Arthur Frank Burns, 1904年4月27日 - 1987年6月26日）は、アメリカ合衆国のエコノミスト。リチャード・ニクソン、ジェラルド・フォード、ジミー・カーター政権下（1970年 - 1978年）で、第10代連邦準備制度理事会 (FRB) 議長を務めた。

## 経歴
- 1904年 オーストリア＝ハンガリー帝国領ガリツィアのスタニスラウ（現在のウクライナ、イヴァーノ＝フランキーウシク）で、ユダヤ人の両親の下に生まれる。
- 10歳のとき、両親と共にアメリカのニュージャージー州に移住した。
- 1925年 ニューヨーク州のコロンビア大学でBAとMAを取る。
- 1927年 ラトガース大学で経済学を教え始め、1944年まで務める。バーンズはラトガースで講義を続けながら、コロンビア大学大学院で研究を進め、博士課程で全米経済研究所（NBER）の創設者で経済学主任研究員のウェスリー・クレア・ミッチェル（英語版）に教わる。
- 1930年 全米経済研究所（NBER）に入る。
- 1934年 コロンビア大学より学位論文『1870年以降のアメリカ合衆国の生産動向』でPh.D.を得る。ウェスリー・クレア・ミッチェルの指導による。
- 1944年 コロンビア大学の経済学教授になる（21年間その地位にいた）。
- 1953年 - 1956年 ドワイト・アイゼンハワー政権下で大統領経済諮問委員会委員長を務める。
- 1957年 全米経済研究所局長を務める（その間にコロンビア大学で教鞭を執り、景気循環を研究した。コロンビアで彼はマレー・ロスバードの1819年の恐慌に関する論文の承認を妨げた）[2]。
- 1970年 - 1978年 連邦準備制度理事会（FRB）の議長となる。
- 1984年 ロナルド・レーガン大統領に任命され、西ドイツ駐在大使となる。
- 1987年 83歳で死去。

## 人物
- 大学卒業後、1927年にラトガース大学で経済学を教え始め、バーンズは講義を通じて、ミルトン・フリードマンが経済学者になることを決意する上で重要な影響を与えたとされる二人の教授のうちの一人であり、もう一人はホーマー・ジョーンズ（英語版）である。バーンズは、1932年のラトガーズ大学の卒業生であるフリードマンに、近代経済学が世界恐慌を終わらせるのに役立つと確信させていた[3][4]。
- 1940年代後半以降、有名なアメリカの反ケインズ主義者だった。しかし1953年の不況では、大統領経済諮問委員会委員長だったバーンズは共和党の伝統的な修辞法を用いながらも、超党派の経済政策として大規模な減税、公共事業、金融緩和を提案する[5]。
- バーンズは1940年代後半、当時シカゴ大学教授だったミルトン・フリードマンに、景気循環における貨幣の役割の研究者として全米経済研究所に参加するように要請した。バーンズの詳細なマクロ経済分析は、ミルトン・フリードマンとアンナ・シュワルツ（英語版）の名著『A Monetary History of the United States, 1867-1960』に影響を与えた。
- トルーマンからジョンソンまでホワイトハウスと緊張関係にあったウィリアム・マチェスニー・マーティンや歴代FRB議長と対照的に、バーンズは独立性がなく、莫大な財政赤字と貿易赤字のファイナンスを望むニクソン大統領に追従[6]したことで、スタグフレーションはおろか世界中にドルをばらまき過剰流動性をもたらすことになった。また、見た目上のインフレ率を抑え込むために、原油や食品などを消費者物価指数から除外した「コアCPI」の原型を考案し、その後もインフレの激しい品目を「一過性」「特殊要因」と称して除外し続け、インフレ問題への対処を遅らせた。その姿勢から「FRB史上最も無能な議長」とも評される。
- 1976年、バーンズはジェファーソン・アワード（英語版）が毎年授与する被選挙・被任命官による最も偉大な公共サービス賞である「ジョン・ハインツ上院議員賞」を受賞した。

## 著作

### 日本語訳
- 『米国経済の長期繁栄』、佐瀬隆夫訳、ぺりかん社、1967年

### 原書
- （W.C.ミッチェルとの共著）『景気循環の測定』、1946年
- 『経済研究とケインズ主義的思考』、NBER、1946年
- 『消費支出の即効性』、NBER、1952年
- 『経済学的知識の最前線』、1954年
- 『世界の景気循環』、1969年
- 『経済政策策定者の反省』、1978年